# Delírios de um Anormal
Delírios de um Anormal è un film del 1978 diretto da José Mojica Marins.

## Distribuzione
La pellicola è stata distribuita nelle sale cinematografiche brasiliane a partire dal 2 agosto 1978.